# スロバキアテレビ

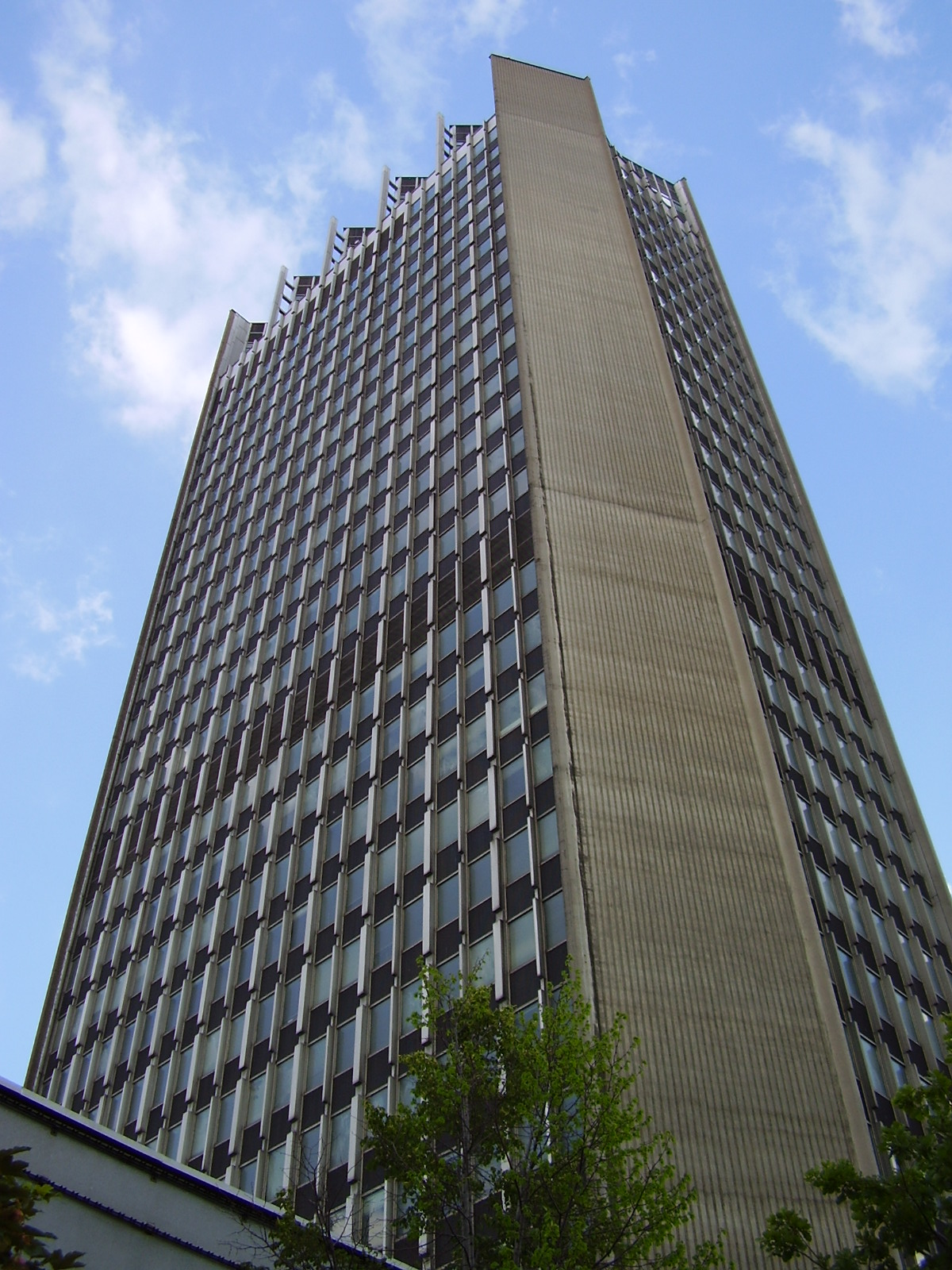
ブラチスラヴァ4区のスロバキアテレビビル

スロバキアテレビ（Slovenská televízia、略称 : STV）はスロバキアの公共テレビ放送事業者。国営チェコスロバキアテレビ（Československá televízia, ČST）のブラチスラヴァテレビ局を承継して1993年1月1日に発足した。2011年1月1日から新設の公共放送機関、スロバキアラジオとテレビ放送（RTVS, Rozhlas a televízia Slovenska）の傘下で運営されている。

## 概要
スロバキアテレビ法（スロバキア国民議会法律1991年254号）に基づく特殊法人で、共和国国民議会が任命した委員15人で構成するスロバキアテレビ委員会（Rada Slovenskej televízie）が経営計画の策定や資産管理を行っている。会長（最高経営責任者）は高等教育を3年以上受けた者を条件とし、任期5年。スロバキアテレビ委員会が選出する。ほかに監査委員会が設置されている。
旧チェコスロバキアテレビの総合チャンネルČST1を引き継いだ「第1放送」（ST1、のちSTV1、現Jednotka）と、1970年に暫定放送を開始した教育チャンネルČST2を引き継いだ「第2放送」（ST2、のちSTV2、現Dvojka）で放送。2008年に衛星放送、地上デジタルテレビ放送（DVB-T規格）およびケーブルテレビ放送配信のスポーツ専用チャンネル「第3放送」（Trojka）を開設し、8月8日の北京オリンピック開会式から放送を開始した。
1987年から1994年まで終日放送を行っていたが、現在は午前1時30分から午前6時まで休止している。番組制作費や機器整備費の上昇で経営が圧迫される中、2004年にリヒャルド・リブニツェク会長（当時）が「新しい始まり」（"nový začiatok"）をキャッチフレーズに大規模な経営改革を行い、高視聴率が見込める米国など海外のテレビドラマなどを中心とした番組構成として自局制作番組を大幅に削減した。しかし依然として赤字体質から脱却できず、2011年1月の累積債務は2700万ユーロを超える見通しである。
このため公共放送の経営合理化を目的としてテレビ・ラジオ両事業を統括する新しい公共放送機関「スロバキアテレビ放送」（RTVS, Rozhlas a televízia Slovenska）の設置を定める「スロバキアテレビ放送法」が2010年11月30日に成立し、スロバキアテレビとスロバキア放送は2011年1月1日からRTVSの監督下で運営が開始された。スロバキア政府はスロバキアテレビとスロバキア放送をRTVSに完全統合する方針である。

### ČSTブラチスラヴァテレビ局
スロバキアでは公共ラジオ放送のチェコスロバキア放送ブラチスラヴァ放送局が1956年11月にブラチスラヴァでのテレビ放送を開始した。当時のテレビ普及台数はおよそ500台で、ドナウ川河畔の文化余暇館（Park kultúry a oddychu）から週2回放送が行われ、翌年から月曜日を除く毎日放送が行われた。1957年に国営チェコスロバキアテレビ（ČST）が設立されチェコスロバキア放送のテレビ放送事業を分離承継。1962年にはコシツェで、1966年にはバンスカー・ビストリツァで放送を開始した。
1968年のプラハの春では西欧の文化・芸術を積極的に紹介して改革運動を促したが、ワルシャワ条約機構軍の侵攻により放送は中断され検閲が再開。親欧米派とみなされた局職員が追放された。1970年から歴史、文化、教育番組に特化した教育チャンネルČST2が暫定放送を開始した（1973年本放送開始）。1975年には当時のチェコスロバキアでもっとも高い28階建て高さ108メートルのスロバキアテレビビル（Budova Slovenskej Televízie）と、ブラチスラヴァ・カムジーク山のカムジークテレビ塔（Televízna veža na Kamzíku）が完成した。
1989年のビロード革命では、当初、民主化を要求するブラチスラヴァ市内の大規模市民デモを一切伝えなかったが、民主化デモが始まって6日目の11月22日にブラチスラヴァテレビ局職員がストライキを構えて検閲を拒否し、ČSTプラハテレビ局（現チェコテレビ）に先んじて無検閲で市内のデモの様子を伝えた。さらに民主化勢力が出席したチェコスロバキア放送史上初の自由討論番組を放送し、共産党政権の退陣を後押しした。1990年にはČST1がチェコスロバキア全土を対象にした連邦チャンネル（F1）に、ČST2がスロバキア共和国域内のスロバキア語チャンネル（S1）に改編された。

## 28階事件
「28階事件」（Kauza 28. poschodie）は、1999年、政権に批判的な幹部職員らが突然解任され、スロバキアテレビビル最上階の28階に隔離軟禁された事件。1998年の総選挙で新たにスロバキア民主連合（SDK）のミクラーシュ・ズリンダ政権が発足した直後の1999年1月、政権指導部の「浄化」指示に基づきズリンダ政権に批判的な主幹テレビディレクターら約20人が一斉に解任され、スロバキアテレビビル28階に事実上軟禁された。警備員の監視のもと下の階への移動や他職員との接触が禁止され、トイレや昼食時も時間が指定され警備員が同行。ほぼ全員が退職を余儀なくされた。
1998年総選挙でスロバキアの報道機関は政党の党利党略に巻き込まれ、当時の政権党民主スロバキア運動（HZDS）がスロバキアテレビを利用、野党連合のスロバキア民主連合（SDK）が、参加政党の一つ「新市民同盟」党首が経営するテレビ・マルキーザを利用してそれぞれ自らに有利な宣伝報道を激しく展開していた。事件は2008年に会長に就任したシュテファン・ニジニャンスキーが当時の職員に対して公式に謝罪を表明し和解した。

## 放送系統

### 地上アナログ放送
- イェドノトカ（第1放送、Jednotka）- 総合チャンネル。ニュース、ドラマ、映画番組を放送。
- ドヴォイカ（第2放送、Dvojka）- 教育チャンネル。ドキュメンタリー、文化、教育番組を放送。

### 衛星および地上デジタル放送
- トロイカ（第3放送、Trojka）- スポーツチャンネル。一般スポーツ、サッカー番組を放送。